# Dione-Nunatakker
Die Dione-Nunatakker sind eine Gruppe Nunatakker im Südosten der westantarktischen Alexander-I.-Insel. Sie ragen 14 km westlich des Deimos Ridge am Kopfende des Saturn-Gletschers auf.
Vermutlich sichtete der US-amerikanische Polarforscher Lincoln Ellsworth diese Gruppe erstmals bei seinem Antarktisflug am 23. November 1935. Dabei entstandene Luftaufnahmen dienten dem US-amerikanischen Kartografen W. L. G. Joerg für eine grobe Kartierung. Der britische Geograph Derek Searle vom Falkland Islands Dependencies Survey kartierte sie 1960 erneut anhand von Luftaufnahmen, die bei der US-amerikanischen Ronne Antarctic Research Expedition (1947–1948) entstanden sind.
Das UK Antarctic Place-Names Committee benannte sie am 2. März 1961 in Anlehnung an die Benennung des Saturngletschers nach dem Saturnmond Dione.